# カブトガニ
カブトガニ（甲蟹、兜蟹、鱟、鱟魚）は、鋏角亜門のカブトガニ目に属する節足動物の総称、またはそのうちのカブトガニ科カブトガニ属に分類される一種 Tachypleus tridentatus の和名である。本項目は主に後者について扱う。
ドーム状の体に剣のような尾を持つ。背面全体が広く背甲で覆われ、脚などの付属肢は全てその下に隠れている。和名の「カブト」はこの背甲に由来し、またその姿の類似からドンガメ、マンゴエイなどの地方名もある。『訓蒙図彙』『大和本草』『和漢三才図会』は「ウンキウ」という呼び名も記している。

## 概説
日本では古くは瀬戸内海に多かった。食用などの役には立たず、図体が大きく漁網を破るなど嫌われたようである。しかし、カブトガニは古生代の仲間の風貌を色濃く残した「生きた化石」であり、学術的な面から貴重であるとして天然記念物の指定を受けた場所もある。近年では環境汚染や埋め立てによって各地でその数を激減させている。
本種を含むカブトガニ類は「カニ」と名づけられてはいるが、クモやサソリなどが含まれる鋏角類に分類されており、同じく節足動物だが、甲殻類であるカニではない。

## 特徴
カブトガニはカブトガニ類において日本に産する唯一の種であり、またカブトガニ類のうちで最も大型になるものである。全長（背甲の先端から剣状の尾節の先端まで）はオスでは45cmから70cm、メスでは55cmから85cm。
体は順に前体（prosoma, 頭胸部 cephalothorax）と後体（opisthosoma, 腹部 abdomen）、それに尾節（telson, 尾剣）からなる。

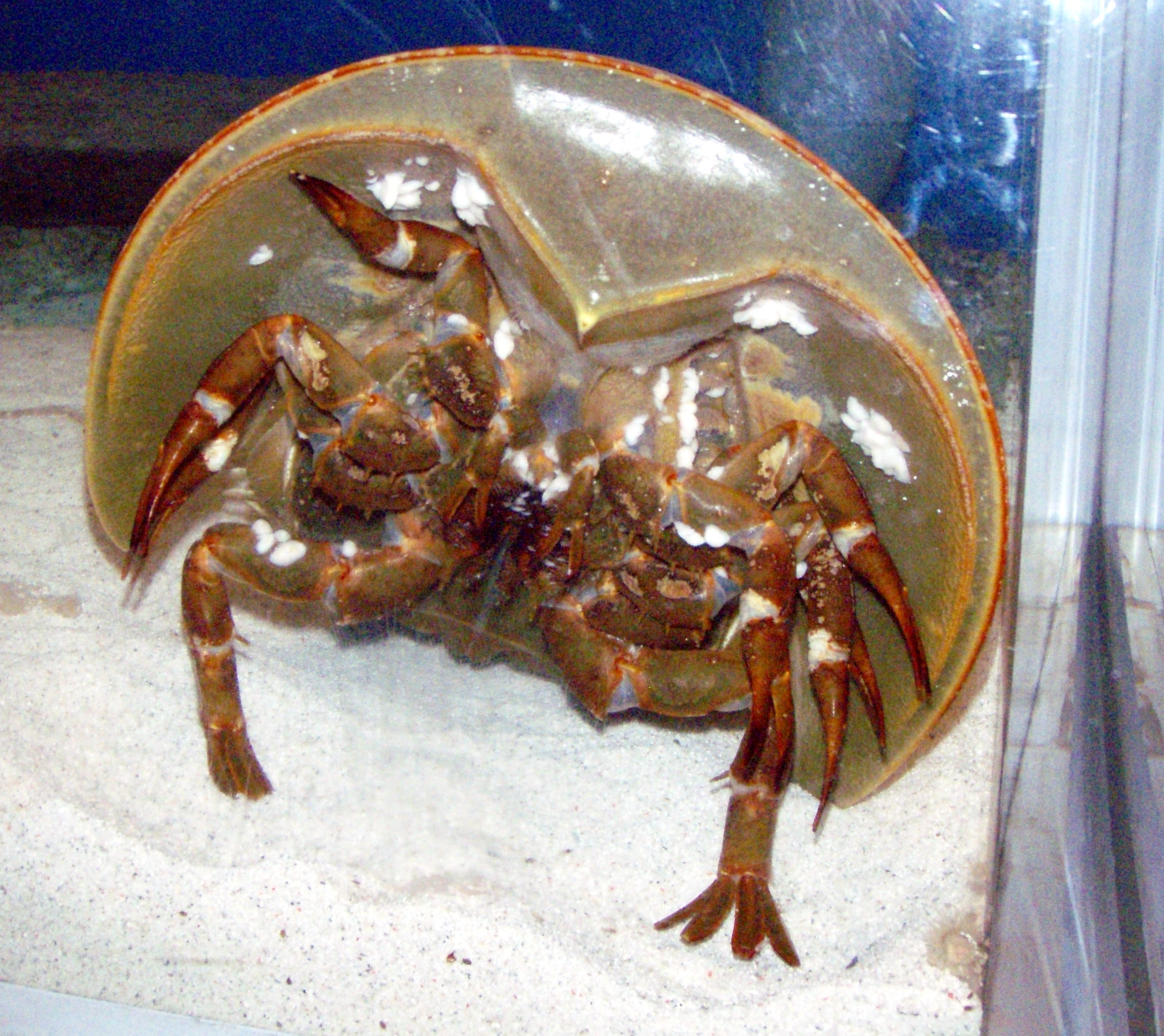
カブトガニの前体腹面。右下の後脚のヘラ状器が見られる。

前体は幅広い背甲 (carapace) になっており、両後側に尖ってやや伸びる（頬棘）。背面はなめらかなドーム状で、左右の隆起線（眼部隆起線 opthalmic ridge）には1対の複眼、中央には1対の単眼がある。腹面中央に口が開き、その周辺に付属肢（関節肢）が並ぶ。口の前は腹眼 (ventral eye) という特殊な眼と、1対の短い鋏状の鋏角がある。左右は5対の歩脚型附属肢が並び、それぞれの付け根（基節）には中央の口を囲んだ「顎基」 (gnathobase) という咀嚼用の突起がある。最初のものは触肢であるが、特に分化した形ではない。前4対の歩脚は先端が鋏状であるが、雄では最初2対の先端が雌を把持する鉤爪状の構造に特殊化している。干潟で前進するため、最終の歩脚の先端は「ヘラ状器」という4枚のへら状の構造をもち、基節の上側は「櫂状器」 (flabellum) という附属体がある。

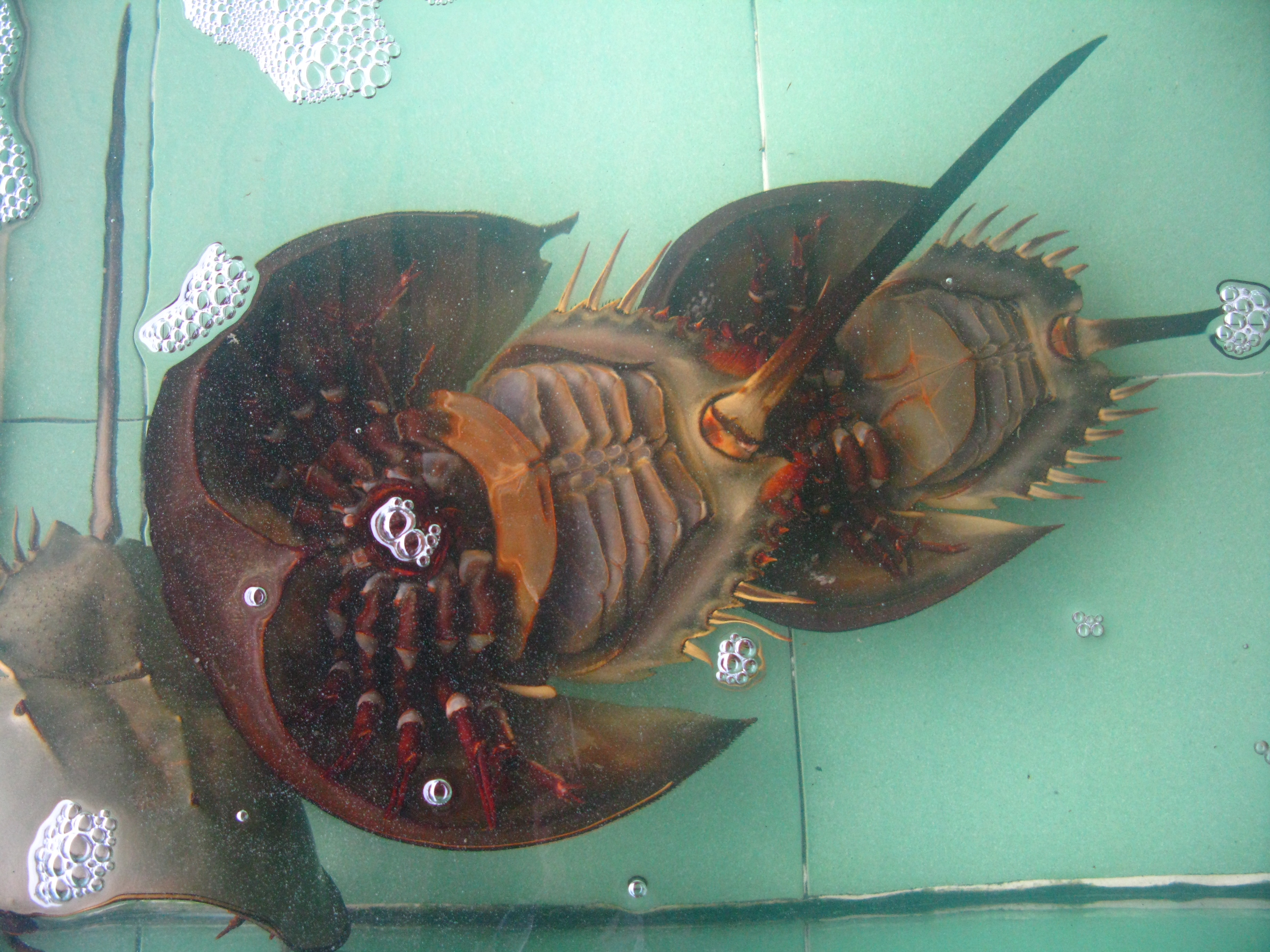
雌雄の腹面

後体は後ろが狭まった台形で、その縁に沿って6対の可動棘があり、雌ではこのうちの後方3対が小さい。腹面は1対の生殖口蓋 (genital operculum) と5対の鰓脚 (branchial appendage) という、基部が左右癒合した計6対の蓋板 (operculum) が畳んでいる。生殖口蓋の内側基部には1対の生殖孔 (gomopore)、鰓脚の内側には呼吸用の書鰓 (book gill) がある。これらの付属肢は遊泳にも用いられる。生殖口蓋の直前、いわゆる前体との接続部には、1対の唇様肢 (chilaria) という小さな付属肢が口側に向かっている。末端腹側に肛門があり、その直後からは「尾剣」という長い尾節が伸びる。

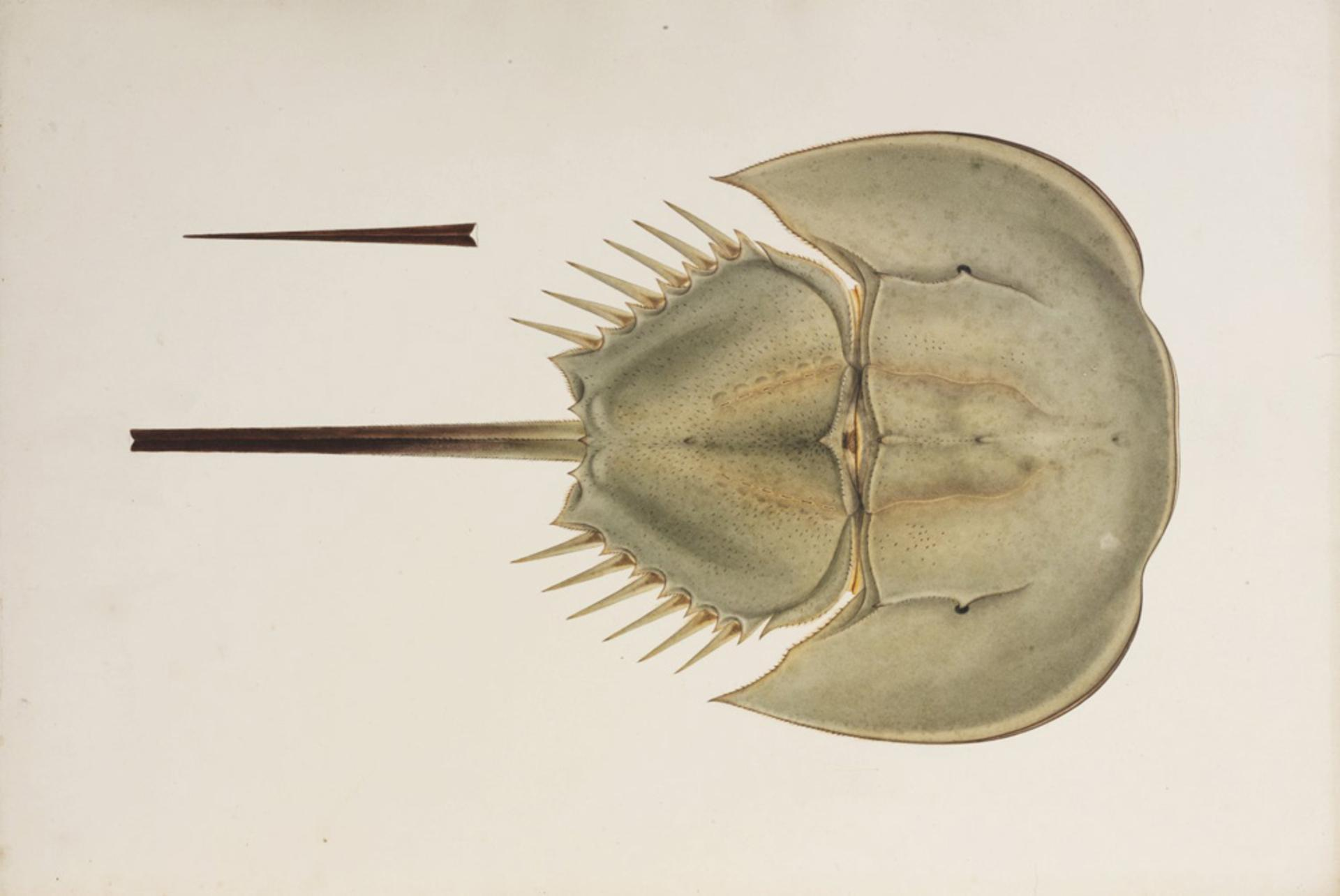
川原慶賀によるカブトガニの4つの図版。オスの背側、背甲の前部は本種の特徴である2つの窪みをもつ。
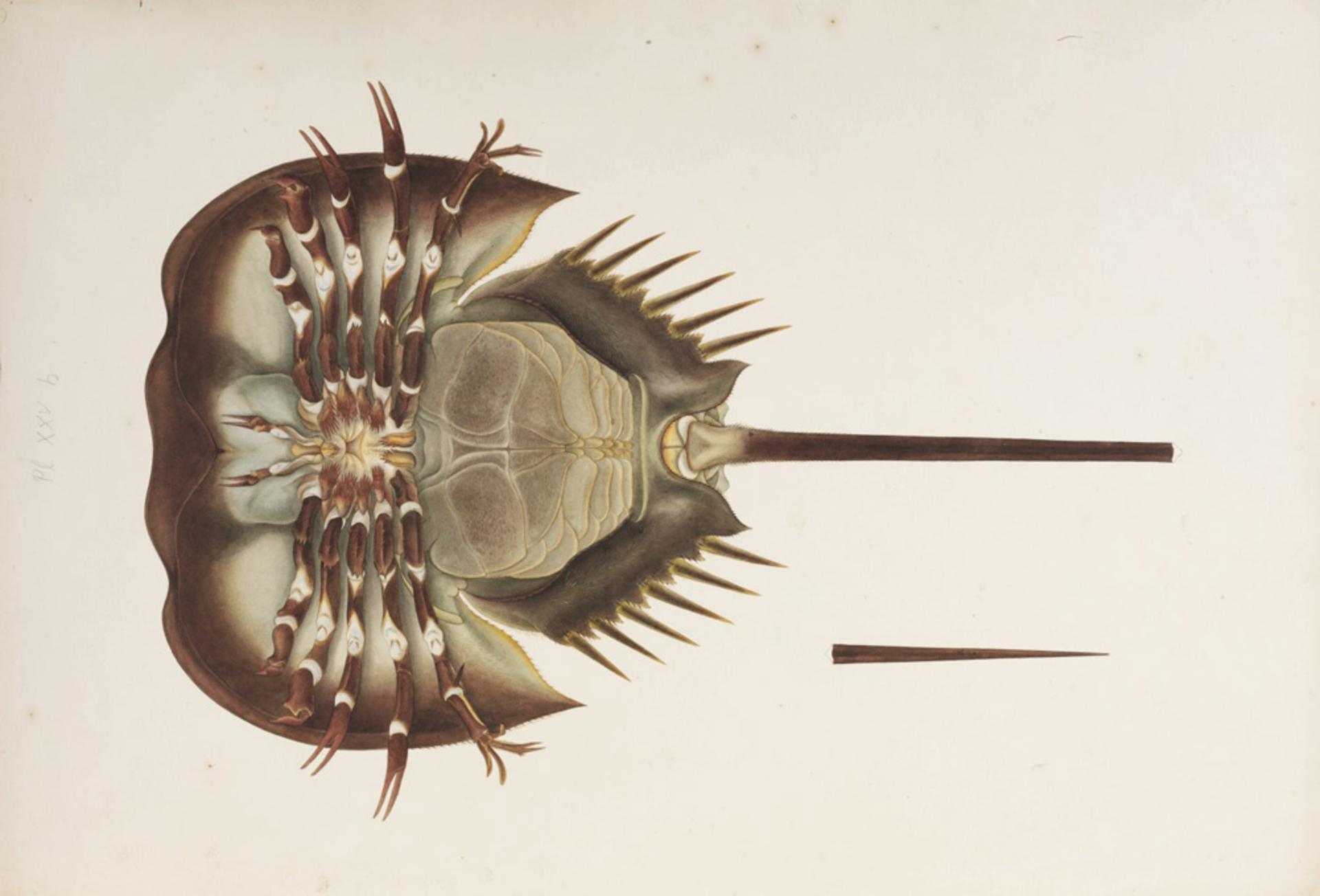
オスの腹側、前の2対の歩脚は鉤爪状に特殊化している。
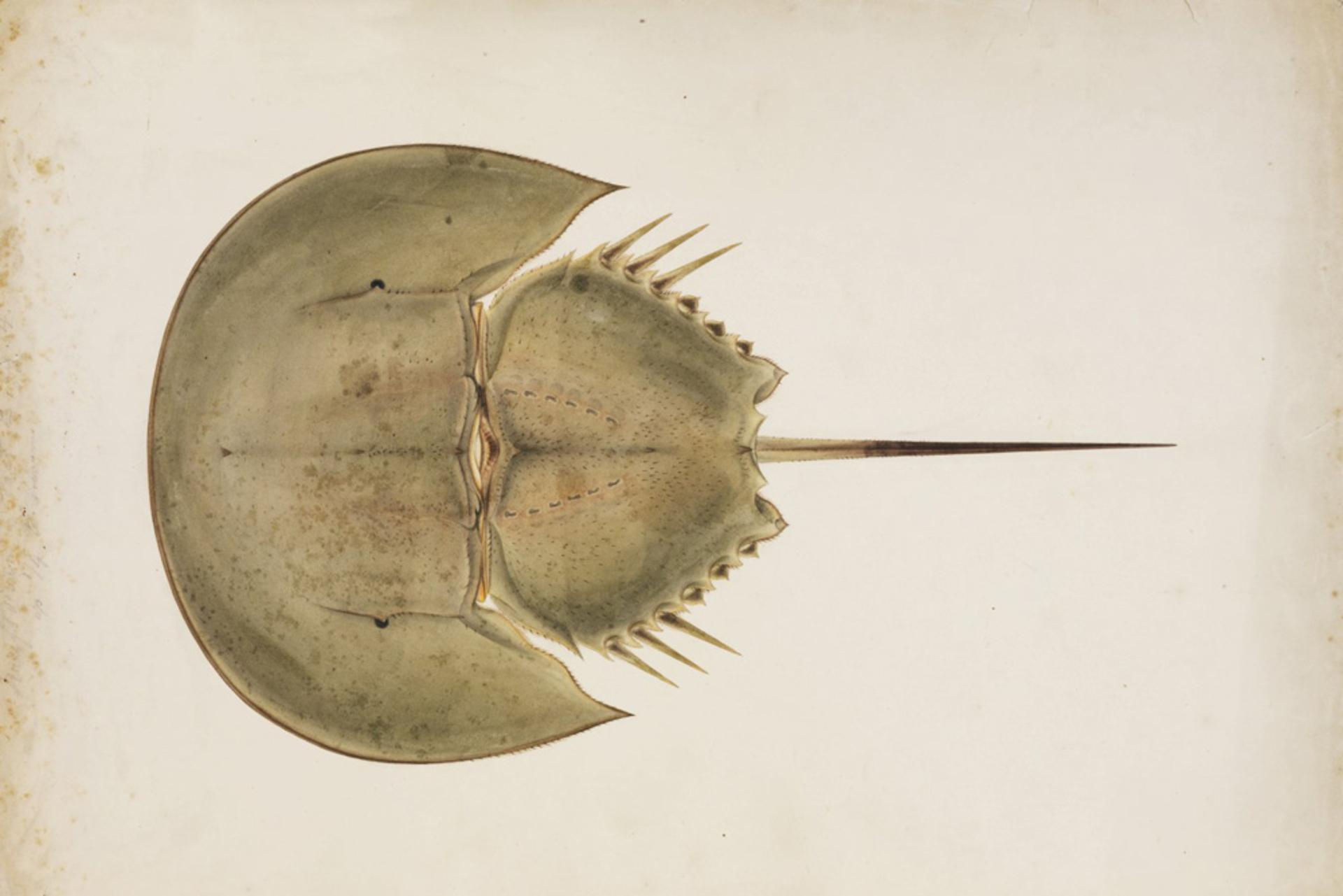
メスの背側、後体の後3対の棘が短い。
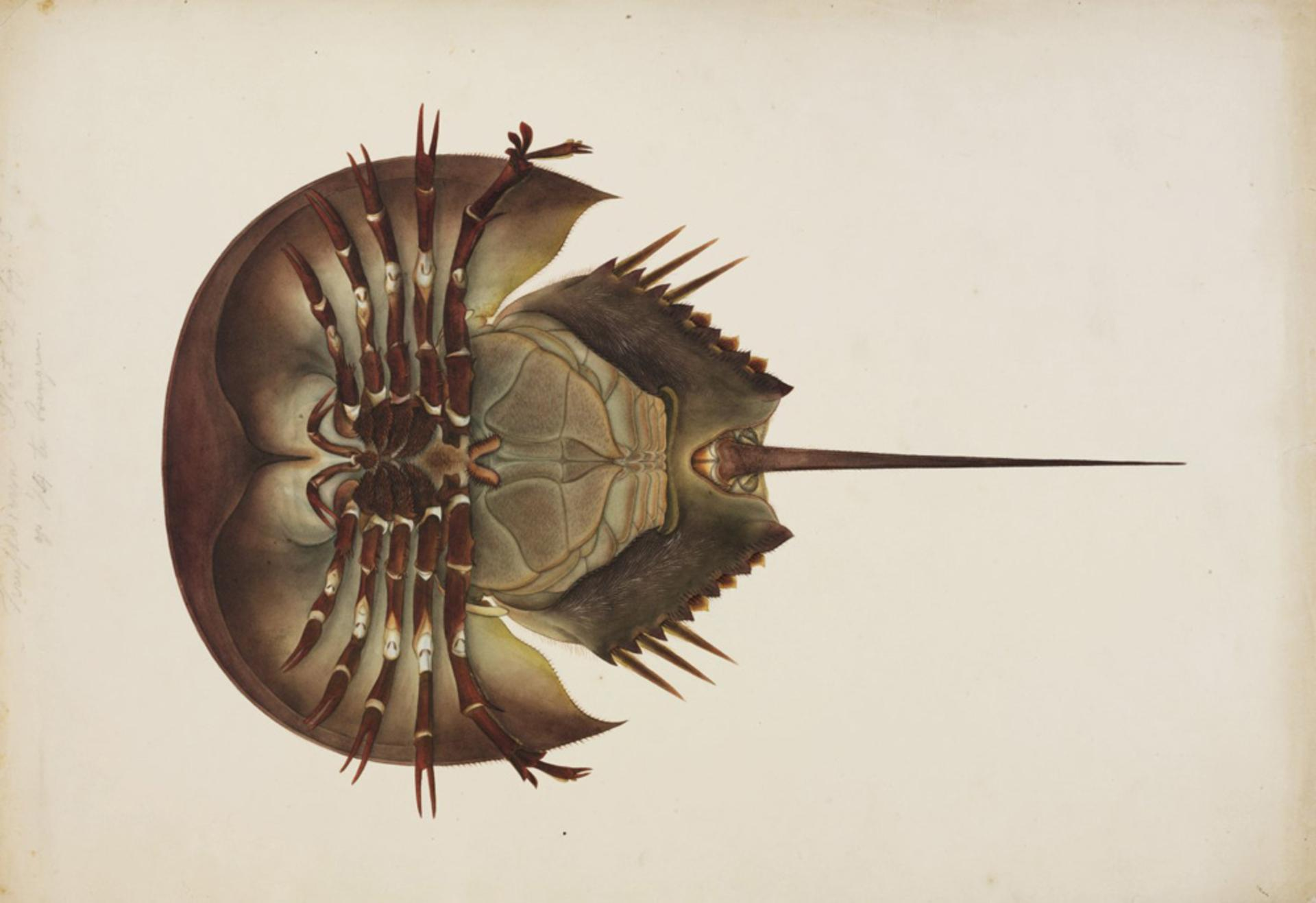
メスの腹側、前の2対の歩脚は特殊化していない。

なお、上記の多くの特徴は本種に限らず、現生のカブトガニ類を含んだカブトガニ科全般の共有形質である。本種の種小名「tridentatus」は「3つの棘」を意味し、これは本種に特有で、後体の末端背面にある3つの小さな棘に由来する（他の現存種のこの部分の棘は中央1本のみ）。他に後体背側の黒い突起は他の現存種よりも多く、オス成体の背甲前縁に左右1対の窪みがあるのも本種特有の形質である。

## 生態

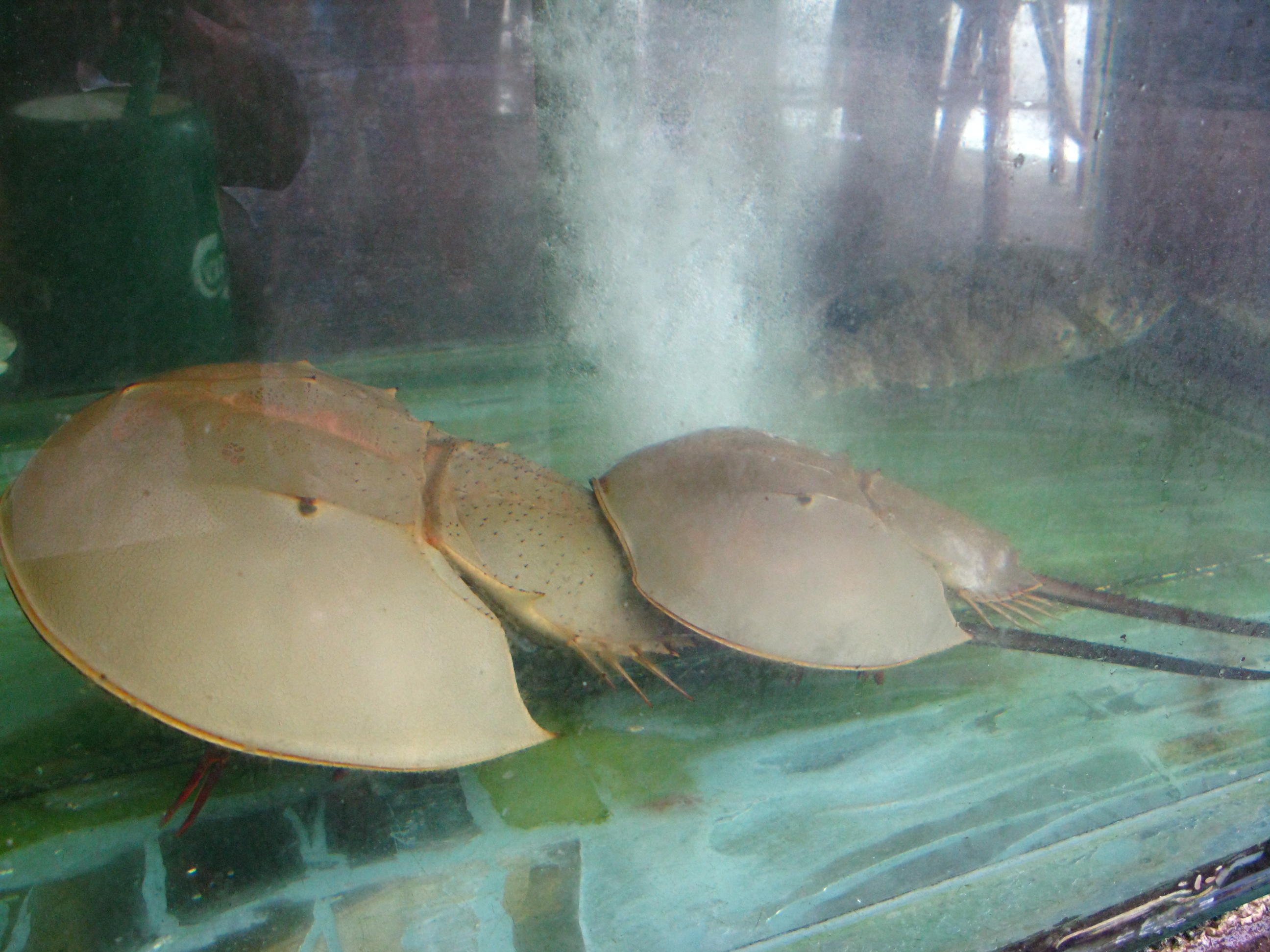
包接中の雌雄

干潟の泥の溜まった海底に生息する。カブトガニはその体形から泥に沈むことはない。ゴカイなどの小動物を餌にする。夏に産卵期を迎え、産卵された卵は数ヶ月で孵化し、十数回の脱皮を経て成体になる。カブトガニの幼生は、孵化する以前に卵の中で数回の脱皮を行いながら成長し、それに合わせて卵自体も大きくなっていく特徴がある。
メスの第一脚と第二脚は鋏状となっているのに対しオスの第一脚と第二脚は鈎状になっていて、繁殖期にはこの脚でメスの後体を捕縛し雌雄繋がって行動する姿が見られる。繁殖期以外にもオスはメスやメスと錯覚したカブトガニのオスや大型魚類、ウミガメなどに掴まる習性を持ち、その捕縛力も極めて強い。なお、メスの背甲部の形状全体が円を描くような形なのに対し、オスの背甲部は中央先端部が突き出ていることで区別できる。後体の棘（縁ぎょく）の付き方も、メスが後3対の棘の発達が悪くなるというのも特徴である。これはオスがメスの背中につかまる際に邪魔にならないように適応した結果と思われる。血液は青い。
瀬戸内海の干潟に生息するカブトガニは、夜間の満潮時に最も活発に活動する。カブトガニの行動は、「休息」「背を下に向ける反転」「餌探し・探索」「砂掘り」の4タイプに分類でき、1日のうち9割の時間は休息し、断続的な活動の大半はゴカイなどの餌探しに費やす。

## 分布
日本国内では、過去に瀬戸内海と九州北部の沿岸部に広く生息したが、現在では生息地の環境破壊が進み、生息数・生息地域ともに激減した。
現在の主な生息地は以下の通りである：
- 愛媛県西条市の河原津海岸
- 大分県中津市の中津干潟
- 大分県杵築市の守江湾干潟
- 岡山県笠岡市の神島水道
- 佐賀県伊万里市伊万里湾奥の多々良海岸
- 長崎県壱岐市芦辺町
- 長崎県佐世保市の九十九島および早岐瀬戸：2005年に九十九島で日本最大級となる個体の捕獲が確認されている
- 山口県下関市の千鳥浜
- 福岡県福岡市西区の今津干潟
- 福岡県北九州市の曽根干潟
- 山口県平生町の平生湾
- 山口県山口市の山口湾

いずれの地域も沿岸の開発が進んだ結果、カブトガニが生息できる海岸は減少している。なお、2019年には長崎市のスーパーマーケットで魚介類のパックに交じっていた個体が発見され、長崎ペンギン水族館にて飼育されている。
日本以外では、インドネシアからフィリピン、東マレーシア、それに揚子江河口以南の中国大陸沿岸などが知られている。東シナ海にも生息しており、韓国による発見例もある。なお、インドネシアには後述の二種も生息している。

## 分類

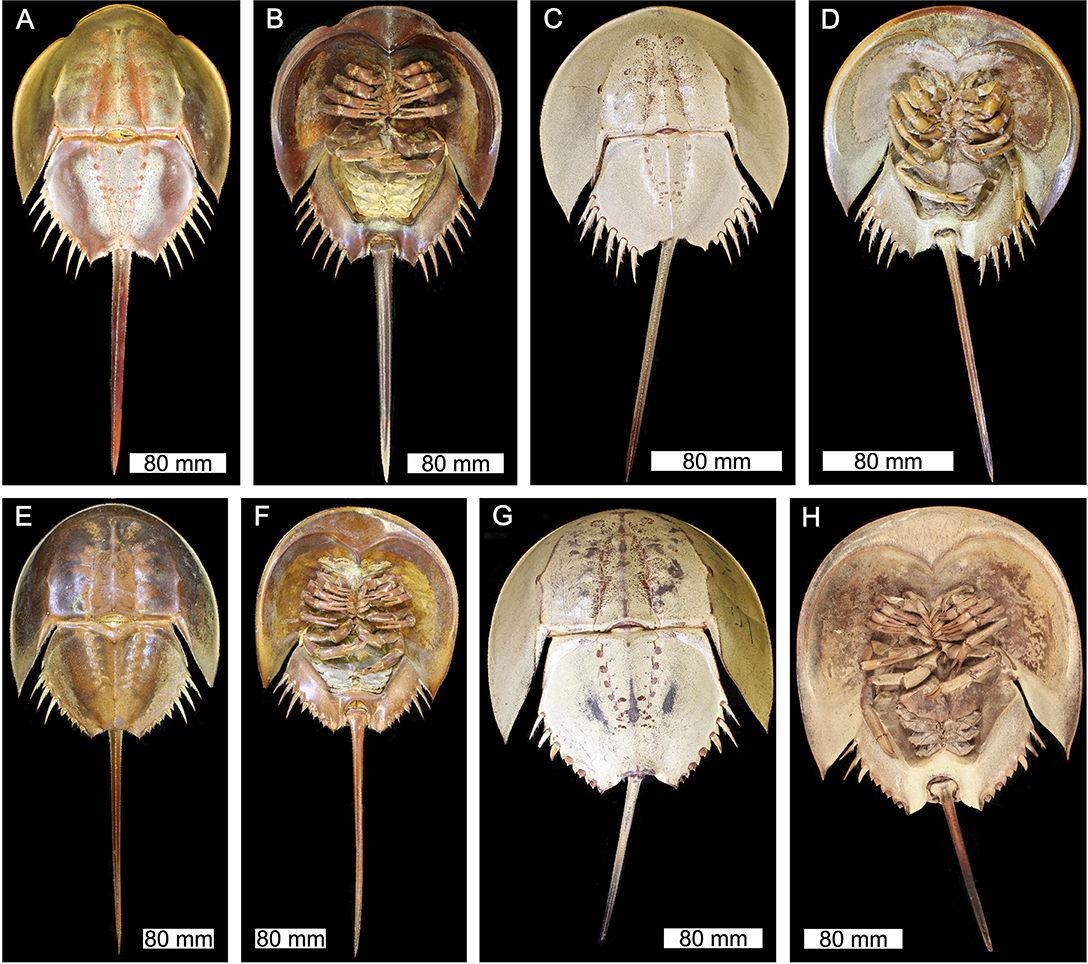
カブトガニ（AとB：オス、EとF：メス）とミナミカブトガニ（CとD：オス、GとH：メス）

前述の通り、本種を含むカブトガニ類は鋏角類であり、甲殻類ではない。したがって、カニよりはクモやサソリに近い。カブトガニ類の幼生は三葉虫に似ていると言われ、三葉虫型幼生（trilobite larva）の名もある。古くは三葉虫と系統的に近いと思われたこともあるが、のちに否定されている。また、見た目や和名などで、カブトエビという甲殻類と混同されることがある。
本種は他の現生カブトガニ類と同じようにカブトガニ科（Limulidae）に分類され、そのうち本種は同じアジア産のマルオカブトガニ（Carcinoscorpius rotundicauda）やミナミカブトガニ（Tachypleus gigas）と共にカブトガニ亜科（Tachypleininae）に、ミナミカブトガニと同じカブトガニ属（Tachypleus）に分類される。一方、北アメリカ産のアメリカカブトガニ（Limulus polyphemus）はアメリカカブトガニ亜科（Limulinae）に属する。本種は後体末端背面の3つの棘で他の現存種から、カブトガニ亜科は内肢が突出しない生殖口蓋からアメリカカブトガニ亜科と区別できる。

## 絶滅危惧
ENDANGERED (IUCN Red List Ver. 3.1 (2001))
絶滅危惧I類 (CR+EN)（環境省レッドリスト）
- カブトガニの外部寄生虫としてカブトガニウズムシがおり、環境省レッドリストでは同じく絶滅危惧I類に指定されている。

天然記念物
日本では佐賀県伊万里市、岡山県笠岡市]繁殖地のみが国の天然記念物に、愛媛県西条市の繁殖地が県の天然記念物に指定されている。

## 人間との関係

### 医療での利用
カブトガニ類の血液から得られる抽出成分は、菌類のβ-D-グルカンや細菌の内毒素と反応して凝固することから、これらの検出に用いられる。本種から得られる成分はTAL (Tachypleus tridentatus amebocyte lysate) と呼ばれ、アメリカカブトガニ由来のLAL (Limulus polyphemus amebocyte lysate) とは反応性が異なることが確認されている。

### その他の利用

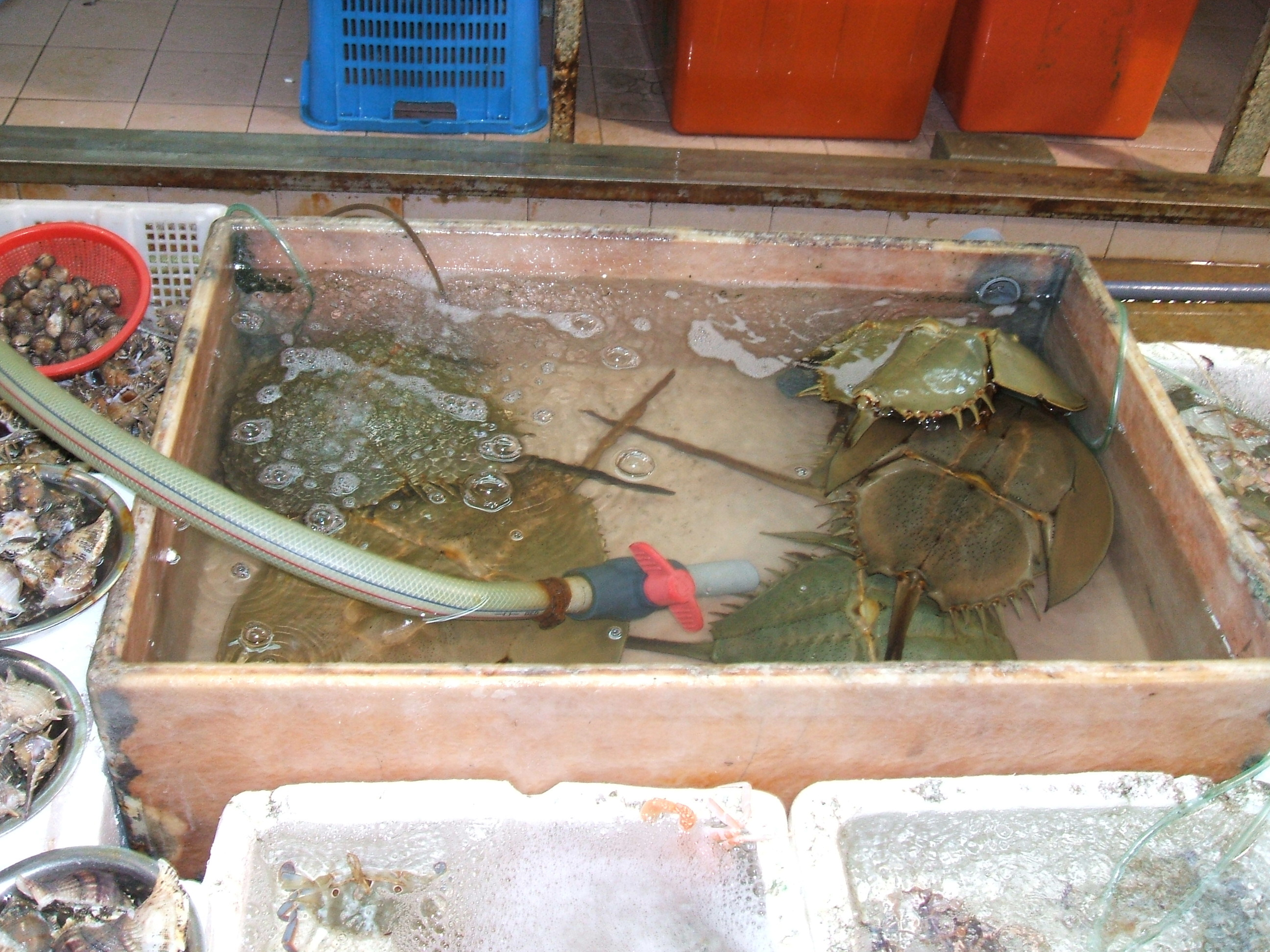
中国・香港の市場で販売されているカブトガニ

日本においては田畑の肥料や釣りの餌、家畜の飼料として使われていた。中国やタイ等の東南アジアの一部の地域では、特に卵をもつカブトガニ類のメスが食用にされている。中国福建省では「鱟」（ハウ）と呼び、卵や肉などを鶏卵と共に炒めて食べることが行われている。日本でも山口県下関市など一部の地域では食用に用いていたこともあったが、美味しくはないと言われている。『大和本草』は「形大ナレトモ肉少ナシ人食セス」、『和漢三才図会』は「肉 辛鹹平微毒 南人以其肉作鮓醬」としている。
ただし、外観が似ているマルオカブトガニなど一部の近縁種は、時期によってフグの毒として知られるテトロドトキシンを持っており、食用には適さない。上記地域では食中毒事件がしばしば発生している。

### 日本の繁殖地と日本文化
- 佐賀県伊万里市伊万里湾は、日本最大の生息・繁殖地とされており、当地の方言では「ハチガメ」と呼ばれる。伊万里市街地から程近い湾内の多々良海岸周辺296,250平方メートルの繁殖地の個体が、市の天然記念物として指定されていたが、2015年（平成27年）6月に市の指定地を含む約58万2千平方メートルの範囲が、新たに国の天然記念物に指定された。毎年6月から8月の大潮日の満潮時に、カブトガニがつがいで浜にやってきて産卵する姿を見ることもできる。7月中旬から8月上旬の大潮日の後1週間が産卵のピークとされており、伊万里市では毎年「カブトガニの産卵を観る会」が開催されている。市内には牧島のカブトガニとホタルを育てる会が運営する伊万里湾カブトガニの館にてカブトガニを飼育しており、見学が通年可能となっている。
- 岡山県笠岡市も国内の代表的な生息地・繁殖地で、2015年（平成27年）までは日本で唯一、国の天然記念物に指定されていた。方言では「ドン亀」と呼ばれていたが、笠岡湾干拓の影響もあって、同地での生息状況は絶滅寸前である。同地には、笠岡市立カブトガニ博物館があり、ゆるキャラの「カブニくん」「カブ海（み）ちゃん」および2人が結婚して生まれた設定の「カブ希（き）くん」は当館のマスコットである。また、JR西日本山陽本線笠岡駅では、接近メロディに『がんばれカブトガニ』（カブトガニを愛する会提唱、作詞・作曲 上田康弘、編曲 酔太一）が使われている。
- 愛媛県西条市では、カブトガニはオスとメスが重なっているところから、夫婦仲がよく縁起の良いものとされる。年初めの漁で網にカブトガニのつがいがかかるとその年は豊漁となると伝えられ、神棚に酒を供えて祝う風習があったという。現在では伊万里市や笠岡市同様に干拓が進んだ結果、生息数が激減し絶滅寸前となった。1989年（平成元年）には「東予市カブトガニを守る会」（後に「四国カブトガニを守る会」）が発足し、東予郷土館にてカブトガニを飼育しているほか、河原津海岸で幼生を放流したり、市民向けに幼生の飼育ボランティアを募集したりするなどの取り組みを行っている[22]。カブトガニをモチーフとしたご当地ゆるキャラ「カブちゃん」[23]がPRに努めている。
- 『和漢三才図会』では、大きな雌の上に小さな雄が常に乗っている生態から「故ニ閩人婚禮ニ之ヲ用ユ」としている。

## 関連文献
- 関口晃一『カブトガニの不思議 「生きている化石」は警告する』岩波書店〈岩波新書〉、1991年。ISBN 4004301920